# Bothwell
För andra betydelser, se Bothwell (olika betydelser).
Bothwell är en ort i den skotska kommunen South Lanarkshire, och är belägen vid floden Clyde. Den hade 6 410 invånare 2012, och tillhör Hamiltons tätort.